# Власотинци
Власотинци или Власотинце (на сръбски: Власотинце или Vlasotince) е град в Югоизточната Сърбия, Ябланишки окръг. Административен център е на община Власотинце. Географски спада към областта на Поморавието.
Градът е основан около началото на ХХ век от преселилите се тук три големи фамилии: Каруович, Ваучич и Ишлямович. По-късно тук се преселват Хаджиджокович и др. Тези фамилии са се запазили и до днес, генерирайки основната интелигенция на градчето.
По време на Първата световна война (1915 – 1918), българската армия овладява Власотинци след боеве на 23 октомври 1915 година. Към 1917 година градът има население от 5000 души. Градът е център на Власотинската околия в състава на Врански окръг.